# まいにち養老先生 ときどき まる
『まいにち養老先生 ときどき まる』（まいにち ようろうせんせい ときどき まる）は2020年から、NHK BSプレミアム（2024年版はNHK BS）で随時放送されている、解剖学者・養老孟司がメインパーソナリティーを務める教養番組・ドキュメンタリー番組である。
養老は、随筆「バカの壁」などでも知られているが、長年にわたり神奈川県鎌倉市で生まれ育ってきた。その鎌倉での日常での生活ぶりを、愛猫のまるを交えながら描き、今を生きる賢人の生き方から、我々の人生への生き抜くためのヒントを見つけ出すというものである。

## 放送日時
| 番組タイトル                       | 放送日                             | 放送時間                           | 特記                                          |
| 『まいにち養老先生 ときどき まる』 | 『まいにち養老先生 ときどき まる』 | 『まいにち養老先生 ときどき まる』 | 『まいにち養老先生 ときどき まる』            |
| ---------------------------------- | ---------------------------------- | ---------------------------------- | --------------------------------------------- |
| 春を歩く                           | 2020年5月1日                       | 23:15-23:45                        | レギュラー番組への道内                        |
| 春を見る                           | 2020年5月8日                       | 23:15-23:45                        | レギュラー番組への道内                        |
| 春を思う                           | 2020年5月15日                      | 23:15-23:45                        | レギュラー番組への道内                        |
| めぐる春                           | 2020年7月24日                      | 17:05ｰ18:05                        | 単独の特別番組として放送。春3回分の総集編     |
| 秋を漂う                           | 2020年12月4日                      | 23:15-23:45                        | レギュラー番組への道内                        |
| 秋を願う                           | 2020年12月11日                     | 23:15-23:45                        | レギュラー番組への道内                        |
| 冬を仰ぐ                           | 2021年1月29日                      | 23:15-23:45                        | レギュラー番組への道内                        |
| 冬を送る                           | 2021年2月5日                       | 23:15-23:45                        | レギュラー番組への道内                        |
| スペシャル                         | 2021年3月13日                      | 21:00ｰ22:30                        | 単独の特別番組として放送。秋・冬4回分の総集編 |
| 『まいにち養老先生 ときどき…』     |                                    |                                    |                                               |
| 2021 夏                            | 2021年8月21日                      | 19:00-20:30                        | 単独の特別番組として放送                      |
| 2021 秋                            | 2021年12月29日                     | 18:00-19:30                        | 単独の特別番組として放送                      |
| 2022 冬                            | 2022年3月26日                      | 18:00-19:30                        | 単独の特別番組として放送                      |
| 2024                               | 2024年1月3日                       | 19:30-21:00                        | 単独の特別番組として放送                      |

## 出演
- MC:養老孟司
- 語り:上白石萌音（2020年度放送9回分[2]）、橋本愛（2021夏以後）

## 関連商品
- まいにち 養老先生、ときどき まる（発売元:NHKエンタープライズ　発売日:2022年2月25日予定）
  - 2020年度に放送された全7作品を2枚組（DISC1:「春を歩く」「春を見る」「春を思う」、DISC2:「秋を漂う」「秋を願う」「冬を仰ぐ」「冬を送る」）に分けたもの。DVD、ブルーレイディスク